# Bożena Kozłowska
Bożena Alicja Kozłowska z domu Czechowicz (ur. 28 maja 1956 w Barlinku) – polska polityk, położna, rolnik, przedsiębiorca, posłanka na Sejm IV kadencji.

## Życiorys
Ukończyła Pomaturalne Studium Zawodowe w Barlinku. Pracowała jako położna w szpitalach w Choszcznie i Barlinku. Od 1979 prowadzi wraz z mężem 230-hektarowe gospodarstwo rolne. Prowadziła także firmę handlową. W latach 1998–2001 była również sołtysem wsi Dzikowo. W 1999 wstąpiła do Przymierza Samoobrona (od 2000 pod nazwą Samoobrona RP). Zasiadała we władzach krajowych tej partii.
W wyborach parlamentarnych w 2001 została posłanką IV kadencji, wybraną z listy Samoobrony RP w okręgu szczecińskim (otrzymała 8457 głosów). Zasiadała w Komisji Regulaminowej i Spraw Poselskich oraz w Komisji Finansów Publicznych. 6 grudnia 2002 została wykluczona z Samoobrony RP. Wstąpiła do Polskiego Bloku Ludowego. W 2004 kandydowała do Parlamentu Europejskiego z listy KPEiR-PLD w okręgu dolnośląsko-opolskim (otrzymała 1643 głosy).
W kwietniu 2005 wstąpiła do Sojuszu Lewicy Demokratycznej. Z jego listy w wyborach parlamentarnych w 2005 nie uzyskała ponownie mandatu (dostała 704 głosy). W wyborach samorządowych w 2014 bez powodzenia kandydowała do rady powiatu myśliborskiego z listy lokalnego komitetu, a w wyborach w 2018 z listy SLD Lewica Razem do sejmiku zachodniopomorskiego.

## Życie prywatne
Jest mężatką, ma dwoje dzieci.